# Pristocorypha corneola
Pristocorypha corneola är en insektsart som beskrevs av Karsch 1896. Pristocorypha corneola ingår i släktet Pristocorypha och familjen gräshoppor. Inga underarter finns listade i Catalogue of Life.